# Sant'Agnese ad Duo Furna

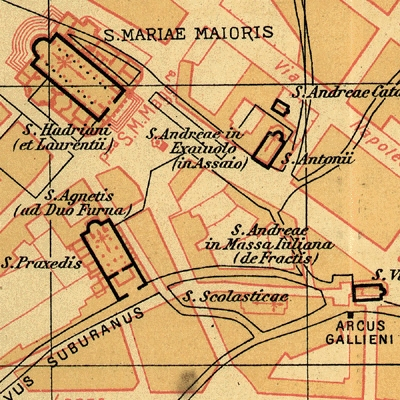
Santa Agnetis ad Duo Furna no mapa de Christian Hülsens (1927), entre Santa Prassede (à esquerda) e Santa Maria Maggiore (no alto à esquerda).

Sant'Agnese ad Duo Furna, conhecida também como Santa Agnetis ad Duo Furna, era uma igreja de Roma localizada no antigo Clivo Suburano, entre a igrejas de Santa Prassede e Santa Maria Maggiore, no rione Monti. Era dedicada a Santa Inês.

## História
Sabe-se que Sant'Agnese era originalmente um oratório, mas a data de sua construção é incerta. A primeira menção documentada à sua existência é na biografia do papa Leão III (r. 795-816), na qual ela já tem epíteto "ad duo furna" ("nos dois arcos"), uma provável referência a dois arcos de um antigo aqueduto que ficava nas imediações. O oratório é mencionado também numa inscrição da época do papa Pascoal I (r. 817-824) preservada na basílica de Santa Prassede. Ela conta que o papa enterrou os mártires Alexandre, Evâncio e Teódolo no oratório da "virgem Inês" (em latim: "in oratorio b. Christi virginis Agnetis"). No século XIV, o oratório foi demolido e substituído por uma igreja, que o papa Nicolau V (r. 1446-1455) incluiu, numa bula em 1452, no capítulo de Santa Maria Maggiore. Na lista de igrejas de Roma do papa Pio V (r. 1566-1572), ela é chamada de Sant'Agnese nella Piazza di Santa Maria Maggiore.
A igreja provavelmente foi demolida no contexto das obras de replanejamento urbano conduzidas na área da basílica de Santa Maria Maggiore durante o pontificado do papa Sisto V (r. 1585-1590). No Museo Lateranense sobrevive uma cópia de um suporte de um altar que ficava na igreja. 